# Hendrik Fagel

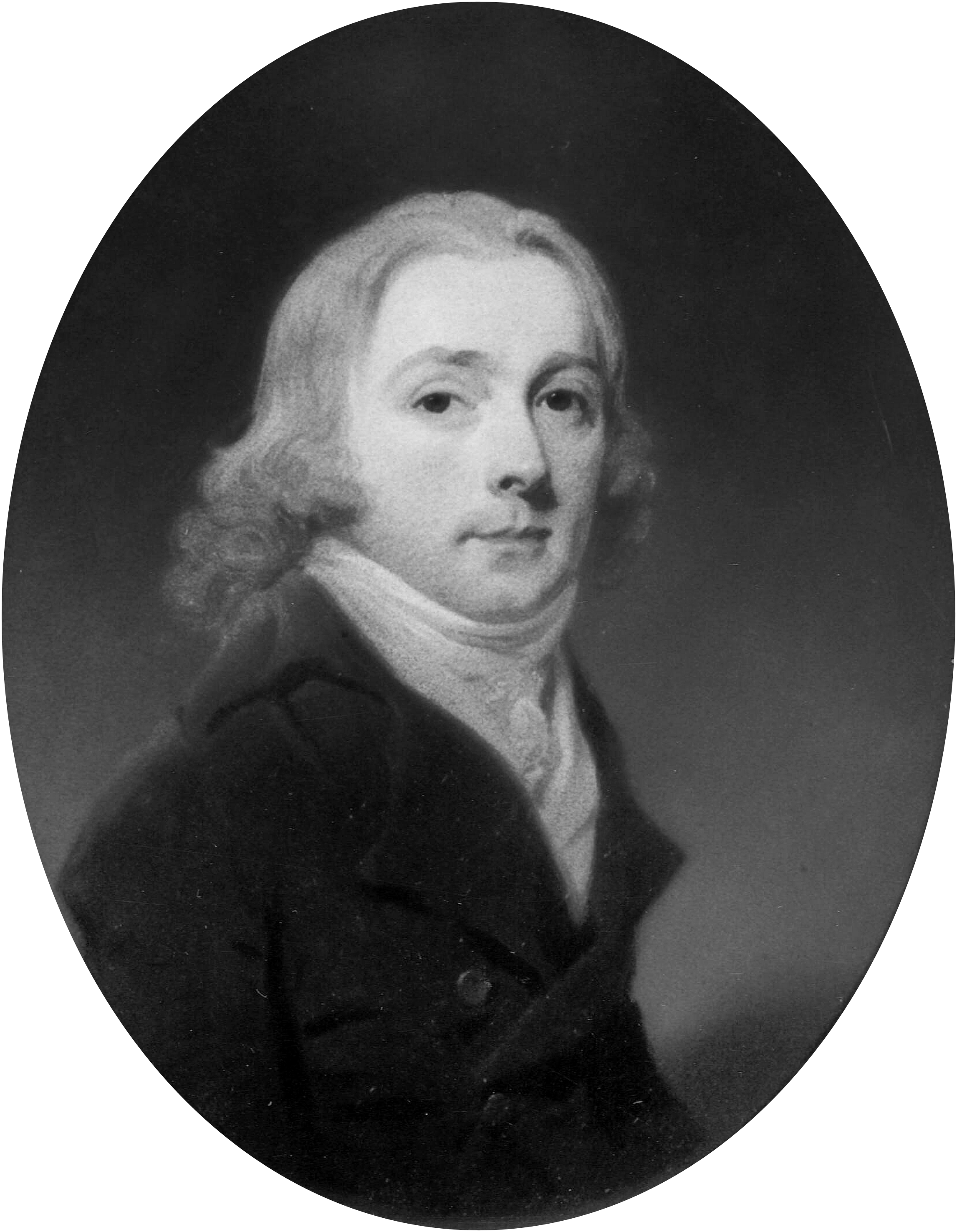
Hendrik baron Fagel (1765–1838).

Hendrik Fagel, född 21 mars 1765 i Amsterdam, död 22 mars 1838 i Haag, var en nederländsk baron och statsman.
Som statssekreterare genomdrev Fagel 1794 förbundet mellan Nederländerna, Preussen och England. Åren 1813–1824 var han sändebud i London och blev 1829 minister utan portfölj och titulär statsminister.